# 23571 Zuaboni
23571 Zuaboni è un asteroide della fascia principale. Scoperto nel 1995, presenta un'orbita caratterizzata da un semiasse maggiore pari a 2,5793334 au e da un'eccentricità di 0,1276949, inclinata di 16,45247° rispetto all'eclittica.
L'asteroide è dedicato a Patrizia Zuaboni, amica di entrambi gli scopritori.